# Еріокотиди
Еріокотиди (Eriocottidae) — невелика родина лускокрилих комах. Включає близько 80 видів.

## Опис
Дрібні метелики з довгими ногами. Самиці мають довгий яйцеклад. На голові є численні скуйовджені і тонкі загострені волоски, оцелії відсутні, на черевці немає світлих кілець. Голова лише трохи вужче грудей, широка. На гомілках і лапках є ряди шипиків. Гусениці живуть у верхньому ґрунтовому шарі, де живляться корінням рослин. Дорослі метелики з'являються пізно восени.

## Роди
- Eriocottinae Spuler, 1898
  - Crepidochares Meyrick, 1922
  - Dacryphanes Meyrick, 1908
  - Deuterotinea Rebel, 1901
  - Eriocottis Zeller, 1847
  - Tetracladessa Gozmány & Vári, 1975
- Compsocteninae Dierl, 1970
  - Cathalistis Meyrick, 1917
  - Compsoctena Zeller, 1852
  - Filiramifera Mey, 2019
  - Kruegerellus Mey & Sobczyk, 2019
  - Eocompsoctena Ngo-Muller, Engel, Nel, & Nel, 2020
  - Eucryptogona Lower, 1901
  - Picrospora Meyrick, 1912